# Ндикумана, Селемани
Селемани Ямин Ндикумана (рунди Selemani Yamin Ndikumana; род. 18 марта 1987, Бужумбура, Бурунди) — бурундийский футболист, нападающий танзанийского клуба КМС и национальной сборной Бурунди.

## Карьера

### Клубная карьера
Ндикумана является воспитанником клуба Интер Стар из Бужумбура. В 2006 году он перешёл в столичную «Симбу», за которую провёл один сезон. В январе 2008 года футболист отправился в «Мольде», однако не смог проявить себя в норвежской команде, сыграв за неё лишь 9 минут. В декабре того же года Ндикумана подписал контракт на 1,5 года с «Льерсом» и, проведя в его составе 13 матчей во втором бельгийском дивизионе, забил один гол. Летом 2010 года он вернулся в Бурунди, где защищал цвета «Маниема Фантастик».